# Безкровний Євген Олександрович
Євген Олександрович Безкровний (9 жовтня 1989, Зелене, нині Україна — 12 травня 2022) — український військовослужбовець Збройних сил України, учасник російсько-української війни.

## Життєпис
Євген Безкровний народився 9 жовтня 1989 року в селі Зеленому, нині Мельнице-Подільської громади Чортківського району Тернопільської области України.
Працював на будівництві.
Добровольцем пішов на війну з початком російського вторгнення в Україну 2022 року. Загинув 12 травня 2022 року. Похований 20 травня в смт Мельнице-Подільській на Тернопільщині.